# 沤江镇
沤江镇为湖南省桂东县下辖镇，2012年5月设立。由原黄洞乡、三洞乡、城关镇成建制合并设立，新设沤江镇辖原3乡镇行政区域，共计23个行政村与4社区，207个村民（居民）小组，5万多人，总面积179.3平方公里
。

## 行政区域
- 黄洞乡撤销前行政区划代码431027202，下辖东水村、高桥村、都辽村、青竹村、沤菜村、两水口村、羊社村、黄洞村共计8个行政村。
- 三洞乡撤销前行政区划代码431027203，下辖网形村、三洞村、禾坪村、竹坑村、高龙村、坪水村共计5个行政村。
- 城关镇撤销前行政区划代码431027100，下辖东华社区、罗霄社区、金田社区、琴山社区，塘境村、大洞村、金洞村、光明村、茅柳村、草堂村、松山村、碓冲村、敖山村共计4个社区9个行政村。